# Liste der denkmalgeschützten Objekte in Landeck (Tirol)
Die Liste der denkmalgeschützten Objekte in Landeck enthält die 38 denkmalgeschützten, unbeweglichen Objekte der Stadt Landeck im Bezirk Landeck.

## Denkmäler
| Foto  |                 | Denkmal | Standort                                            | Beschreibung | Metadaten |
| ----- | --------------- | --- | --------------------------------------------------- | --- | --- |
| ja    | Datei hochladen | Aufnahmsgebäude Landeck HERIS-ID: 59242 Objekt-ID: 70333 TKK: 115637                                                      | Bahnhofstraße 20 Standort KG: Landeck               | Der Bahnhof Landeck-Zams an der Arlbergbahn wurde 1883 eröffnet. Das Aufnahmsgebäude besteht aus zwei zweigeschoßigen Gebäuden über rechteckigem Grundriss mit Mittelrisalit, die durch einen eingeschoßigen verputzten Trakt mit Satteldach verbunden sind. Die Steinfassaden im Erdgeschoß und die verputzten Obergeschoße sind mit Eckquaderungen sowie Fenster- und Türumrahmungen gegliedert. Das Aufnahmsgebäude, wie auch der Bahnhof selbst, wurde im Jahre 2002 umgebaut. | BDA-Hist.: Q106848954 Status: Bescheid Stand der BDA-Liste: 2025-06-30 Name: Aufnahmsgebäude Landeck GstNr.: .941 Aufnahmsgebäude Bahnhof Landeck-Zams                             |
| ja BW | Datei hochladen | Kath. Pfarrkirche hl. Josef Opifex HERIS-ID: 75000 Objekt-ID: 88467 TKK: 24310                                            | Bruggfeldstraße 33 Standort KG: Landeck             | Neubau mit Pfarrzentrum in Perfuchs an der Arlbergstraße. Von 1960 bis 1963 nach den Plänen von Norbert Heltschl erbaut. Glasbetonwand, Ambo und Türflügel von August Stimpfl. Kreuzwegmosaik von Herbert Danler. Kruzifix von Eugen Krismer. Taufstein von Elmar Kopp. Statue hl. Josef vor der Kirche von Hans Moritz. Keramikwand am Kindergarten von Norbert Strolz. | BDA-Hist.: Q19971372 Status: § 2a Stand der BDA-Liste: 2025-06-30 Name: Kath. Pfarrkirche hl. Josef Opifex GstNr.: .1330, .1331, .1353 Pfarrkirche Landeck-St. Josef               |
| ja    | Datei hochladen | Ehem. Villa Madeleine od. Villa Frick HERIS-ID: 74990 Objekt-ID: 88455 TKK: 24354seit 2019                                | Burschlweg 10 Standort KG: Landeck                  | Die Fabrikantenvilla wurde 1899 im späten Historismus errichtet und 1912 erweitert. Die neugotische Fassade und die detaillierte Gestaltung mit Erker, Blendgiebeln und Eckturm betonen den Repräsentations- und Herrschaftsanspruch des auftraggebenden Fabrikeigentümers. Heute beherbergt das Gebäude einen Kindergarten. | BDA-Hist.: Q95480634 Status: Bescheid Stand der BDA-Liste: 2025-06-30 Name: Ehem. Villa Madeleine od. Villa Frick GstNr.: .357                                                     |
| ja    | Datei hochladen | Burschlkirche, Pestkapelle hll. Sebastian, Rochus und Pirmin und Friedhof HERIS-ID: 74956 Objekt-ID: 88418 TKK: 24308     | bei Burschlweg 20 Standort KG: Landeck              | Pestkapelle, urkundlich geweiht 1656. Frühbarocker Hochaltar aus 1651, Adam Payr zugeschriebene Schnitzfiguren sind zum Teil im Schlossmuseum Landeck. Das Hochaltarbild hl. Antonius vor dem Jesuskind wird Michael Waldmann dem Jüngeren zugeschrieben. Ein bemerkenswerter frühbarocke Schnitzaltar wird Michael Lechleitner zugeschrieben. | BDA-Hist.: Q38137545 Status: § 2a Stand der BDA-Liste: 2025-06-30 Name: Burschlkirche, Pestkapelle hll. Sebastian, Rochus und Pirmin und Friedhof GstNr.: .1, 32, 33 Burschlkirche |
| ja    | Datei hochladen | Lourdeskapelle bei der Burschlkirche HERIS-ID: 75005 Objekt-ID: 88473 TKK: 24317                                          | bei Burschlweg 22a Standort KG: Landeck             | Die Lourdeskapelle im Gelände des ehemaligen Pestfriedhofes wurde um 1900 errichtet. | BDA-Hist.: Q38137677 Status: § 2a Stand der BDA-Liste: 2025-06-30 Name: Lourdeskapelle bei der Burschlkirche GstNr.: 63/6                                                          |
| ja    | Datei hochladen | Straßenbrücke, Gerberbrücke HERIS-ID: 75008 Objekt-ID: 88476 TKK: 129394                                                  | bei Gramlachweg 1 Standort KG: Landeck              | Die Gerberbrücke ist historisch im Zusammenhang mit kriegerischen Auseinandersetzungen im Spanischen Erbfolgekrieg 1703 belegt. Auf historischen Abbildungen ab 1820 dokumentierte Brücke über den Inn. Die Gerberbrücke ist eine Holzbrücke in Hängewerkkonstruktion mit seitlicher Bretterschalung. | BDA-Hist.: Q38137687 Status: Bescheid Stand der BDA-Liste: 2025-06-30 Name: Straßenbrücke, Gerberbrücke GstNr.: 2468, 2522, 1768/1, 1799/1                                         |
| ja    | Datei hochladen | Pflasterhaus HERIS-ID: 39856 Objekt-ID: 39694 TKK: 24333                                                                  | Herzog-Friedrich-Straße 2 Standort KG: Landeck      | Dreigeschoßiger Bau mit flachem Satteldach aus dem 16. Jahrhundert mit Rechteckerker und Spitzbogenportal unter dahinter liegendem tonnengewölbten Flur. | BDA-Hist.: Q37991496 Status: Bescheid Stand der BDA-Liste: 2025-06-30 Name: Pflasterhaus GstNr.: .75                                                                               |
| ja    | Datei hochladen | Ehem. Ansitz, Bezirksgericht und Gefangenenhaus HERIS-ID: 44175 Objekt-ID: 44878 TKK: 24336, 24335                        | Herzog-Friedrich-Straße 19, 21 Standort KG: Landeck | Der Ansitz Gerburg in Perfuchs stammt aus dem 16./17. Jahrhundert und dient vermutlich seit 1779, sicher seit 1840 als Sitz des Gerichtes. Der dreigeschoßige Bau mit Walmdach und gewölbten, schmalen Gängen wurde innen stark verändert, in einem Raum findet sich ein Fresko aus dem 16. Jahrhundert mit der Darstellung eines Festzuges. Das südlich gelegene zweigeschoßige gemauerte Nebengebäude mit Walmdach diente als Gefangenenhaus und ist jetzt Sitz des Grundbuches. | BDA-Hist.: Q38007321 Status: Bescheid Stand der BDA-Liste: 2025-06-30 Name: Ehem. Ansitz, Bezirksgericht und Gefangenenhaus GstNr.: .52, .51                                       |
| ja    | Datei hochladen | Ehem. Gasthof Andreas Hofer HERIS-ID: 46177 Objekt-ID: 47883 TKK: 24341                                                   | Herzog-Friedrich-Straße 36 Standort KG: Landeck     | Zweigeschoßiger Bau mit zweifach gekehltem Spitzbogenportal mit barocker Stuckrahmung und gotisch profilierten Flurfenstern. Barocke Fassadenbilder hll. Josef, Sebastian, Christopherus, Sonnenuhr mit Mariendarstellung. | BDA-Hist.: Q38019710 Status: Bescheid Stand der BDA-Liste: 2025-06-30 Name: Ehem. Gasthof Andreas Hofer GstNr.: .18 Gasthof Andreas Hofer, Landeck                                 |
| ja    | Datei hochladen | Bezirkshauptmannschaft HERIS-ID: 62134 Objekt-ID: 74658 TKK: 24338                                                        | Innstraße 5 Standort KG: Landeck                    | Das 1908/1909 im Heimatstil errichtete Gebäude dient seit 1911 als Sitz der Bezirkshauptmannschaft, es wurde 1940 und 2004/2005 durch Zubauten erweitert. Der dreigeschoßige Mauerbau mit Kreuzgiebel und Walmdächern ist mit der Hauptfassade nach Osten zum Inn ausgerichtet und durch polygonale Eckerker mit Zwiebelhaube betont. Das Portal wird mit einem erhabenen, weiß akzentuierten Volutengiebel bekrönt. | BDA-Hist.: Q38098861 Status: § 2a Stand der BDA-Liste: 2025-06-30 Name: Bezirkshauptmannschaft GstNr.: 125/7                                                                       |
| ja    | Datei hochladen | Gesundheitsamt HERIS-ID: 45511 Objekt-ID: 46874 TKK: 24340                                                                | Innstraße 15 Standort KG: Landeck                   | Der dreigeschoßige Mauerbau mit Walmdach wurde 1955 errichtet. Das Erdgeschoß mit dem Eingangsbereich in der Mittelachse ist auf Betonsäulen gestützt. Die Fassaden darüber sind in den Parapetfeldern der Fenster durch Sgraffiti von Elmar Kopp mit figürlichen und geometrischen Darstellungen geschmückt. Im Inneren weist das Gebäude Gänge mit profilierten Flachbögen und Terrazzo-Böden auf, zum Teil hat sich das Mobiliar im Stil der 1950er Jahre erhalten. | BDA-Hist.: Q38016474 Status: Bescheid Stand der BDA-Liste: 2025-06-30 Name: Gesundheitsamt GstNr.: .1154 Gesundheitsamt, Landeck                                                   |
| ja    | Datei hochladen | Kapuzinerkloster und Pfarrvikariatskirche Unsere Liebe Frau Mariahilf HERIS-ID: 75004 Objekt-ID: 88472 TKK: 24309, 125076 | Kirchenstraße 7 Standort KG: Landeck                | Kapellenbau aus dem 17. Jahrhundert, 1725 vergrößert, 1752 geweiht, 1921 von den Kapuzinern übernommen und erweitert und umgebaut von Anton Jäger. Die Figuren um 1755 sind aus der Werkstatt Andreas Kölle. Die Altarblätter der Seitenaltäre malte Hans Bertle (1928). | BDA-Hist.: Q23541818 Status: § 2a Stand der BDA-Liste: 2025-06-30 Name: Kapuzinerkloster und Pfarrvikariatskirche Unsere Liebe Frau Mariahilf GstNr.: .276                         |
| ja    | Datei hochladen | Kapelle hl. Johannes Nepomuk HERIS-ID: 74996 Objekt-ID: 88463 TKK: 24312                                                  | bei Leitenweg 2 Standort KG: Landeck                | Die Wegkapelle in Bruggen wurde 1806 erbaut. Der rechteckige Mauerbau mit eingezogener Rundapsis und geschweiftem Fassadengiebel weist ein schindelgedecktes Satteldach mit hölzernem Dachreiter auf. Die Fassaden sind mit Putzfaschen an Gebäudekanten und Maueröffnungen gegliedert, an der Südwestfassade befindet sich das segmentbogige Portal. Der zweijochige Innenraum ist mit Doppelpilaster mit kräftigem Gebälk und einem Tonnengewölbe mit Stichkappen mit profilierten Stuckfaschen gestaltet. Die Deckenmedaillons mit Darstellungen der vier Evangelisten wurden um 1925 gemalt. | BDA-Hist.: Q38137657 Status: § 2a Stand der BDA-Liste: 2025-06-30 Name: Kapelle hl. Johannes Nepomuk GstNr.: .236                                                                  |
| ja    | Datei hochladen | Richterhaus HERIS-ID: 39859 Objekt-ID: 39697 TKK: 24332                                                                   | Maisengasse 2 Standort KG: Landeck                  | Drei- bis viergeschoßiger Bau aus dem 16. Jahrhundert. Die Fassadenmalereien bezeichnet mit 1569 wurden 1957 freigelegt. | BDA-Hist.: Q37991507 Status: Bescheid Stand der BDA-Liste: 2025-06-30 Name: Richterhaus GstNr.: .457 Richterhaus, Landeck                                                          |
| ja    | Datei hochladen | Gedenkstein HERIS-ID: 75059 Objekt-ID: 88527 TKK: 115640                                                                  | bei Malserstraße 4 Standort KG: Landeck             | Die Inschriftentafel an der Gerberbrücke stammt vom Anfang des 20. Jahrhunderts. Sie erinnert an die Kämpfe im Rahmen des Spanischen Erbfolgekrieges im Raum Landeck unter dem Kommando von Dominikus Tasch. In der Inschrift wird auf die kriegerischen Auseinandersetzungen gegen das bayrische Heer im Juli 1703 Bezug genommen. | BDA-Hist.: Q38137873 Status: § 2a Stand der BDA-Liste: 2025-06-30 Name: Gedenkstein GstNr.: 2522                                                                                   |
| ja    | Datei hochladen | Postamt, Fassade und Stiegenhaus HERIS-ID: 12812 Objekt-ID: 8970 TKK: 6017                                                | Malserstraße 21 Standort KG: Landeck                | Das Postamtsgebäude wurde 1905 nach Plänen von Seraphin Pümpel erbaut. Der dreigeschoßige Mauerbau über quadratischem Grundriss hat ein Satteldach und einen Eckturm im Südosten. Das Erdgeschoß ist mit Quaderputz, die Obergeschoße mit Putzgliederung an den Gebäudekanten und am Eckturm versehen. Dem zweiten Obergeschoß ist von einem umlaufenden Balkon umgeben. | BDA-Hist.: Q38142624 Status: Bescheid Stand der BDA-Liste: 2025-06-30 Name: Postamt, Fassade und Stiegenhaus GstNr.: .657                                                          |
| ja    | Datei hochladen | Stadtkino HERIS-ID: 55681 Objekt-ID: 64440 TKK: 6211                                                                      | Malserstraße 54 Standort KG: Landeck                | Das Kinogebäude wurde 1928 nach Plänen von Hans Illmer im Stil der Neuen Sachlichkeit mit klarer, nüchterner Fassade und Walmdach erbaut. 2009/2010 wurde es unter Erhaltung des Bestandes umgestaltet und als Veranstaltungssaal adaptiert. Über dem aufgrund des Kinosaales sehr hohen Erdgeschoß befindet sich ein Geschoß mit Büro- und Vereinsräumen. An der Westfassade befinden sich zwei symmetrisch angelegte, zweiflügelige, überdachte Portale zum Kinosaal, darüber drei Fresken mit ländlichen Figuren, die 1928 von Erich Torggler geschaffen wurden. Der Kinosaal weist eine schwere Holzbalkendecke und ein formschönes Stiegenaufgangsgeländer zur Empore auf. | BDA-Hist.: Q38067186 Status: Bescheid Stand der BDA-Liste: 2025-06-30 Name: Stadtkino GstNr.: .629                                                                                 |
| ja    | Datei hochladen | Kriegerdenkmal HERIS-ID: 75021 Objekt-ID: 88489 TKK: 30110                                                                | Paschegasse 2, in der Nähe Standort KG: Landeck     | Das Kriegerdenkmal wurde 1930 nach einem Entwurf von Virgil Rainer für die Gefallenen des Ersten Weltkriegs errichtet und 1955 nach Plänen von Norbert Strolz seitlich für die des Zweiten Weltkriegs erweitert. Der Marmorquader von 1930 in der Mitte zeigt ein Relief von vier Soldaten in verschiedenen Lebensaltern sowie die Namen der Gefallenen. Er wird von einer Steinskulptur einer trauernden Mutter mit dem toten Sohn auf den Knien bekrönt. | BDA-Hist.: Q38137747 Status: § 2a Stand der BDA-Liste: 2025-06-30 Name: Kriegerdenkmal GstNr.: 2474 Kriegerdenkmal Landeck                                                         |
| ja    | Datei hochladen | Kapelle Unterhöf HERIS-ID: 74995 Objekt-ID: 88462 TKK: 24315                                                              | neben Perfuchsberg 17 Standort KG: Landeck          | Der Mauerbau mit dreiseitigem Chorschluss und doppeltem Dachreiter am schindelgedeckten Satteldach wurde 1768 erbaut. Die Fassaden sind mit kräftiger Putzgliederung (Eckquaderung und Fensterrahmungen) gestaltet. An der Südseite befindet sich das rundbogige Portal, darüber ein Rundfenster und im Giebelfeld eine Sonnenuhr. Der einjochige Innenraum ist mit einem Tonnengewölbe gedeckt. | BDA-Hist.: Q38137649 Status: § 2a Stand der BDA-Liste: 2025-06-30 Name: Kapelle Unterhöf GstNr.: .160                                                                              |
| ja    | Datei hochladen | Kapelle Oberhöf HERIS-ID: 74994 Objekt-ID: 88461 TKK: 24311                                                               | gegenüber Perfuchsberg 25 Standort KG: Landeck      | Dreijochige Kapelle mit dreiseitiger Apsis aus dem 17. Jahrhundert. | BDA-Hist.: Q38137639 Status: § 2a Stand der BDA-Liste: 2025-06-30 Name: Kapelle Oberhöf GstNr.: .169                                                                               |
| BW    | Datei hochladen | Ehem. Wohnhaus Stapf HERIS-ID: 113882 TKK: 14625seit 2021                                                                 | Riefengasse 10 Standort KG: Landeck                 | Der Baukern des ursprünglichen Bauernhauses stammt aus dem 15. Jahrhundert, eine Aufstockung erfolgte Anfang des 20. Jahrhunderts. Der dreigeschoßige Mauerbau über breitrechteckigem Grundriss mit Pfettendach ist giebelseitig über einen Mittelflur erschlossen. Das Erdgeschoß ist durch das in Ost-West-Richtung leicht ansteigende Gelände in den Berg eingebettet. Die Fensteröffnungen sind asymmetrisch in das Mauerwerk eingeschnitten. Die in tiefen, schrägen Laibungen sitzenden Erdgeschoßfenster der Südfassade und das Spitzbogenportal der Ostseite sind noch aus der gotischen Bauphase erhalten. Der zweigeschoßig in Stein errichtete, gotische Baukörper ist an der Westfassade noch sichtbar, an Nord- und Ostfassade sieht man noch die gotischen Putzoberflächen. Im Inneren ein in Längsrichtung geführter Mittelflur mit angefügten Räumen und an der Nordseite eingestellte, gewendelte und gewölbte Steintreppe mit Holztritten und gefasten Treppenpfeilern. Die breiten Mittelflure im Erd- und im ersten Obergeschoß mit Tonnengewölbe und spitzbogigen Stichkappen, im Erdgeschoß tonnengewölbte Räume. | BDA-Hist.: Q107709215 Status: Bescheid Stand der BDA-Liste: 2025-06-30 Name: Ehem. Wohnhaus Stapf GstNr.: .342                                                                     |
| ja    | Datei hochladen | Kruzifix HERIS-ID: 75040 Objekt-ID: 88508 TKK: 115639                                                                     | Römerstraße Standort KG: Landeck                    | Die Kreuzigungsgruppe in geschlossenem Bretterkasten, das Kruzifix im Dreinageltypus und die Assistenzfiguren hll. Maria und Johannes gestikulierend, stammt aus der 1. Hälfte des 19. Jahrhunderts. | BDA-Hist.: Q38137797 Status: § 2a Stand der BDA-Liste: 2025-06-30 Name: Kruzifix GstNr.: 1788/2                                                                                    |
| ja    | Datei hochladen | Bundesrealgymnasium Landeck-Perjen mit Kunst am Bau HERIS-ID: 72075 Objekt-ID: 85290 TKK: 37873                           | Römerstraße 14 Standort KG: Landeck                 | Die 1953–1956 nach Plänen von Jakob Walcher erbaute Schulanlage besteht aus einem viergeschoßigen langgezogenen Hauptgebäude mit nach Westen auskragender Aula und einem im rechten Winkel anschließenden Turnsaal. Die Fassaden sind durch eine plastisch vortretende Rahmenstruktur betont. An der östlichen Eingangsfassade befindet sich ein Bronzerelief des hl. Franziskus von Hans Ladner, an der Südfassade ein Wandbild von Norbert Strolz mit Darstellungen zum Thema Jugend und Sport. Die Aula mit hoher, flacher Decke und großen Fenstern an den Längsseiten weist eine erhöhte Bühne sowie eine Empore mit textiler Bespannung, zweiflügelige gepolsterte Türen und Wandbilder von August Stimpfl mit Szenen der verschiedenen Künste auf. | BDA-Hist.: Q38129199 Status: Bescheid Stand der BDA-Liste: 2025-06-30 Name: Bundesrealgymnasium Landeck-Perjen mit Kunst am Bau GstNr.: .1190                                      |
| ja    | Datei hochladen | Burg Landeck / Bezirksmuseum HERIS-ID: 75037 Objekt-ID: 88505 TKK: 24321                                                  | Schloßweg 2 Standort KG: Landeck                    | Die Burg wurde ursprünglich als landesfürstliche Gerichtsburg im 4. Viertel des 13. Jahrhunderts erbaut und im 15./16. Jahrhundert wesentlich ausgebaut. | BDA-Hist.: Q1708313 Status: § 2a Stand der BDA-Liste: 2025-06-30 Name: Burg Landeck / Bezirksmuseum GstNr.: .452 Schloss Landeck                                                   |
| ja    | Datei hochladen | Kapelle hl. Johannes Nepomuk HERIS-ID: 75038 Objekt-ID: 88506 TKK: 24316                                                  | gegenüber Schloßweg 2 Standort KG: Landeck          | Einjochige Kapelle aus dem 17. Jahrhundert mit Statue hl. Johannes Nepomuk aus dem 3. Viertel des 18. Jahrhunderts, gegenüber vom Schloss Landeck. | BDA-Hist.: Q38137787 Status: § 2a Stand der BDA-Liste: 2025-06-30 Name: Kapelle hl. Johannes Nepomuk GstNr.: .450 Nepomukkapelle Landeck                                           |
| ja    | Datei hochladen | Schloßgut HERIS-ID: 39883 Objekt-ID: 39721 TKK: 24370                                                                     | Schloßweg 4 Standort KG: Landeck                    | Das Gebäude wurde um 1575 als Wirtschaftstrakt an die Vorburg von Schloss Landeck angebaut. Seit Mitte des 19. Jahrhunderts dient es als selbständiges Anwesen. Das zweigeschoßige, langgezogene Gebäude über unregelmäßigem, gebogenem Grundriss ist mit einem flachen Satteldach gedeckt. Auf der West- und Nordseite ist der ursprüngliche Mauerbestand aus der Zeit um 1575 erhalten, die Ostseite und das Innere wurden um 1850 erneuert und umgestaltet. | BDA-Hist.: Q37991517 Status: Bescheid Stand der BDA-Liste: 2025-06-30 Name: Schloßgut GstNr.: .451/1                                                                               |
| ja    | Datei hochladen | Bürgerhaus Schloßpfister HERIS-ID: 39884 Objekt-ID: 39722 TKK: 24371                                                      | Schloßweg 6 Standort KG: Landeck                    | Das zum ehemaligen, um 1575 errichteten Wirtschaftstrakt von Schloss Landeck gehörende Gebäude dient seit Mitte des 19. Jahrhunderts als selbständiges Bauernhaus. Der zweigeschoßige Bau in Bruchsteinmauerwerk ist mit einem Satteldach gedeckt. An der Südfassade befindet sich ein abgetreppter Blendgiebel, an der Südostecke ein runder Eckturm mit geschindeltem Zeltdach und an der Südwestecke des Obergeschoßes ein halbrunder Wehrerker. | BDA-Hist.: Q37991528 Status: Bescheid Stand der BDA-Liste: 2025-06-30 Name: Bürgerhaus Schloßpfister GstNr.: .451/2                                                                |
| ja    | Datei hochladen | Ehemalige Schule, Klösterle HERIS-ID: 43597 Objekt-ID: 44225 TKK: 24334                                                   | Schulhausplatz 1 Standort KG: Landeck               | Das Schulgebäude wurde 1822 erstmals urkundlich genannt, und aufgrund der Leitung durch die Barmherzigen Schwestern als „Klösterle“ bezeichnet. Von 1900/1901 bis 1938 diente es als Wohnung der Schulschwestern, 2005/2006 erhielt es einen Anbau und wurde als Musikschule adaptiert. | BDA-Hist.: Q38004160 Status: Bescheid Stand der BDA-Liste: 2025-06-30 Name: Ehem. Schule, Klösterle GstNr.: .478 Ehemalige Schule (Landeck)                                        |
| ja    | Datei hochladen | Volksschule Landeck HERIS-ID: 75042 Objekt-ID: 88510 TKK: 24337                                                           | Schulhausplatz 2 Standort KG: Landeck               | Der 1901/1902 nach Plänen von Karl Lubomirski errichtete Repräsentationsbau beherbergte neben der Mädchen- und Knabenvolksschule ursprünglich auch die Gemeindeverwaltung, die Polizei und die Wohnung des Schuldirektors. 1929 wurde es umgebaut, 1964/1965 wurde es aufgestockt und die ursprünglich neoklassizistisch gegliederte, plastische Fassade in die heutige schmucklose Form verändert. | BDA-Hist.: Q38137816 Status: § 2a Stand der BDA-Liste: 2025-06-30 Name: Volksschule Landeck GstNr.: 1846 Volksschule Angedair                                                      |
| ja    | Datei hochladen | Hauptschule HERIS-ID: 75015 Objekt-ID: 88483 TKK: 24376                                                                   | Schulhausplatz 3 Standort KG: Landeck               | Die von Clemens Holzmeister geplante Hauptschule wurde 1927–1929 erbaut. Das Fresko am Erker stammt von Rudolf Stolz. | BDA-Hist.: Q38137708 Status: § 2a Stand der BDA-Liste: 2025-06-30 Name: Hauptschule GstNr.: .732 Hauptschule Landeck                                                               |
| ja    | Datei hochladen | Kath. Pfarrkirche Unsere Liebe Frau Mariä Himmelfahrt HERIS-ID: 75018 Objekt-ID: 88486 TKK: 24306                         | gegenüber Schulhausplatz 4 Standort KG: Landeck     | Vorgängerbauten gehen bis ins 5./6. Jahrhundert zurück, die heutige Kirche wurde als fünfte an dieser Stelle 1471–1493 von Meistern der Landecker Bauhütte errichtet, der Chor wurde 1521 geweiht. Die zwischenzeitlich barockisierte Kirche wurde 1850–1882 renoviert und regotisiert, 1861 wurde der Turm nach einem Entwurf von Josef von Stadl erhöht, 1870 wurde eine Orgelempore eingebaut. Der monumentale spätgotische Bau am Südostrand der Stadt ist die einzige gotische Basilika Tirols mit einem dreischiffigen Langhaus mit erhöhtem Mittelschiff und niedrigeren Seitenschiffen. Das Chorgewölbe und der östliche Teil des Langhausgewölbes sind mit spätgotischen Rankenmalereien versehen. Die Fenster wurden von Franz Plattner entworfen und 1885 von der Tiroler Glasmalerei und Mosaik Anstalt angefertigt, das Westfenster entwarf Ernst Nepo. Die neugotische Einrichtung stammt großteils von Dominikus Trenkwalder. | BDA-Hist.: Q38137729 Status: § 2a Stand der BDA-Liste: 2025-06-30 Name: Kath. Pfarrkirche Unsere Liebe Frau Mariae Himmelfahrt GstNr.: .446 Mariä Himmelfahrt (Landeck)            |
| ja    | Datei hochladen | Friedhof der Pfarrkirche Unsere Liebe Frau Maria Himmelfahrt HERIS-ID: 75020 Objekt-ID: 88488 TKK: 24307                  | gegenüber Schulhausplatz 4 Standort KG: Landeck     | Der Friedhof um die Pfarrkirche wurde vermutlich bei deren Neubau um 1460/1490 angelegt. Er wurde 1901, 1962 und 1989/90 erweitert. Zwei Seiten werden von niedrigen Mauern mit Eisenzaun eingefasst, die dritte ist mit einer Stützmauer gegen den Berg abgesichert und auf der vierten Seite, ebenfalls zum Berg hin, wird die Anlage von spitzbogigen neugotischen Arkaden mit drei Kapellen von 1901 abgeschlossen. Südlich der Kirche befindet sich etwas erhöht gegen den Berg eine 1990 errichtete Ebene für traditionelle Gräber und Urnengräber. Im Friedhof eingeschlossen sind die neugotische Herz-Jesu-Kapelle und die 1962 errichtete Totenkapelle mit Türen und Fenstern von Norbert Strolz. | BDA-Hist.: Q38137737 Status: § 2a Stand der BDA-Liste: 2025-06-30 Name: Friedhof der Pfarrkirche Unsere Liebe Frau Maria Himmelfahrt GstNr.: 1821 Friedhof Landeck                 |
| ja    | Datei hochladen | Kapelle Herz-Jesu HERIS-ID: 75034 Objekt-ID: 88502 TKK: 24319                                                             | Schulhausplatz 4, in der Nähe Standort KG: Landeck  | Die im Friedhof situierte Kapelle wurde 1869 geweiht und den Gefallenen der Schlacht von Le Tezze im dritten italienischen Unabhängigkeitskrieg 1866 gewidmet. Der neugotische Mauerbau mit geradem Schluss und steilem Satteldach sowie einem Kreuzgratgewölbe im Inneren wurde von Josef von Stadl entworfen. Die Innenausstattung stammt von Dominikus Trenkwalder. | BDA-Hist.: Q38137774 Status: § 2a Stand der BDA-Liste: 2025-06-30 Name: Kapelle Herz-Jesu GstNr.: .447                                                                             |
| ja    | Datei hochladen | Ehemaliges Widum HERIS-ID: 55682 Objekt-ID: 64442 TKK: 29278                                                              | Schulhausplatz 7 Standort KG: Landeck               | Der dreigeschoßige Mauerbau mit Walmdach wurde 1911 in historisierender Form errichtet. Die Fassaden sind mit Risaliten, Fensterrahmungen, Erkern und einem umlaufenden Würfelfries über dem Erdgeschoß gegliedert. | BDA-Hist.: Q38067197 Status: § 2a Stand der BDA-Liste: 2025-06-30 Name: Ehem. Widum GstNr.: 1857 Former widum, Landeck                                                             |
| ja    | Datei hochladen | Waldkapelle HERIS-ID: 75068 Objekt-ID: 88538 TKK: 24322                                                                   | Tramserweg Standort KG: Landeck                     | Die Kapelle wurde 1975 anstelle eines mindestens seit 1856 bestehenden hölzernen Vorgängerbaus errichtet. Die Kapelle über einem kreissegemtförmigen Grundriss mit angebautem Glockenturm wurde teilweise als Kantblockbau errichtet. | BDA-Hist.: Q38137907 Status: § 2a Stand der BDA-Liste: 2025-06-30 Name: Waldkapelle GstNr.: .778                                                                                   |
| ja    | Datei hochladen | Evang. Pfarrkirche A.B., Markuskirche HERIS-ID: 86924 Objekt-ID: 101262 TKK: 24314                                        | Urtlweg 30 Standort KG: Landeck                     | Der schlichte, einschiffige Bau mit Satteldach wurde 1963–1965 nach Plänen von Ernst Strizel errichtet. Durch die Hanglage ergibt sich unter dem Kirchenschiff ein Erdgeschoß mit Versorgungsräumen. Der Turm mit holzverkleideter Schallöffnung steht frei östlich der Kirche. Der schlichte Innenraum ist mit einer flachen Holzdecke versehen. Der Altarraum ist um zwei Stufen erhöht und wird durch seitlichen Lichteinfall hervorgehoben. | BDA-Hist.: Q37717860 Status: § 2a Stand der BDA-Liste: 2025-06-30 Name: Evang. Pfarrkirche A.B., Markuskirche GstNr.: .1333                                                        |
| ja    | Datei hochladen | Tunnelportal der Reschenbahn HERIS-ID: 75058 Objekt-ID: 88526 TKK: 24361                                                  | Standort KG: Landeck                                | Der Tunnel unter dem Schlossfelsen wurde 1918 für die geplante, aber nie fertiggestellte Reschenscheideckbahn errichtet. Das in Natursteinmauerwerk ausgeführte Tunnelportal ist das einzige erhaltene Bauwerk des Projektes. Im Zweiten Weltkrieg wurde der Tunnel als Munitionsdepot verwendet und vermauert. | BDA-Hist.: Q38137863 Status: § 2a Stand der BDA-Liste: 2025-06-30 Name: Tunnelportal der Reschenbahn GstNr.: 2522 Tunnel portal of Reschenscheideckbahn                            |
| ja    | Datei hochladen | Brunnen HERIS-ID: 74957 Objekt-ID: 88419 TKK: 115638                                                                      | Standort KG: Landeck                                | Die Brunnenanlage wurde 1960 mit einem gemauerten, rechteckigen Becken erneuert. Auf quadratischem Natursteinsockel steht eine spätbarocke Skulptur des hl. Johannes Nepomuk unter einem geschwungenen Blechdach. | BDA-Hist.: Q38137556 Status: § 2a Stand der BDA-Liste: 2025-06-30 Name: Brunnen GstNr.: 1783                                                                                       |